# 哈桑塔
哈桑塔（阿拉伯语：‎）是摩洛哥拉巴特一座未完工清真寺的宣礼塔。

## 历史
於12世紀末，由穆瓦希德王朝的第三任哈里發阿布·優素福·雅庫布·曼蘇爾於委託建造。該塔旨在成為世界上最大的尖塔 ，如果建成，這座清真寺將成為西方穆斯林世界最大的清真寺。當曼蘇爾於1199年去世時，清真寺的建設停止了，宣礼塔的高度也停留在44米 。儘管未照計畫完工，哈桑塔依舊成為拉巴特的象徵和旅遊景點。